# Silent Hill: Revelation 3D
Silent Hill: Revelation 3D is een 3D-horrorfilm, geschreven en geregisseerd door Michael J. Bassett. Revelation 3D is een vervolg op de horrorfilm Silent Hill en is een spin-off van het spel Silent Hill 3. De film ging in première op 25 oktober 2012.

## Plot
Rose da Silva leeft met haar dochter Sharon in een alternatieve werkelijkheid in het dorp Silent Hill, maar ze ziet kans om Sharon naar de echte wereld te sturen. Daar moet ze met haar vader voortdurend van identiteit wisselen en vluchten voor een sekte genaamd "De Orde". Levend onder de naam Heather Mason heeft ze geen idee van haar leven als Sharon en evenmin herinnering aan Silent Hill. Ze gaat ervan uit dat haar moeder dood is.
Door vreemde gebeurtenissen ontdekt ze het bestaan van de alternatieve werkelijkheid en gaat er met schoolgenoot Vincent naartoe. Die ontpopt zich als de zoon van de sekteleidster, maar heeft besloten haar te helpen. Na veel verwikkelingen kan ze met haar vader en Vincent terug naar de normale wereld, maar haar vader besluit in Silent Hill te blijven. De film heeft een open einde.